# アンティシペイション
「アンティシペイション」（Anticipation）は、カーリー・サイモンが1971年に発表した楽曲。

## 概要
カーリー・サイモンは1971年2月にファースト・アルバム『Carly Simon』を発表。その後、ロサンゼルスのトルバドゥールで行われたキャット・スティーヴンスのコンサートでオープニング・アクトを務めた。サイモンはスティーヴンスに、コンサートのあと家まで迎えに来てもらうよう頼んだ。それは彼らにとって記念すべき最初のデートであった。しかし待てど暮らせどスティーヴンスは現れない。怒りにかられたサイモンはギターを手に取り、15分で曲を書き上げた。「期待をしてしまったら（アンティシペイション）／期待をしてしまったら／何もかも遅れるばかり／そして待ち続ける」
スティーヴンスはポール・サミュエル＝スミスをプロデューサーに迎え、1970年にアルバム『父と子（Tea for the Tillerman）』を発表。アルバムとシングルカットした「ワイルド・ワールド」はともに大ヒットし、人気絶頂のときにあった。サイモンは次のレコードの制作をサミュエル＝スミスに依頼。1971年夏、ロンドンのモーガン・スタジオでセカンド・アルバムのレコーディングを行った。同年11月、アルバム『Anticipation』を発表。同月、「アンティシペイション」がシングルカットされる。
ビルボード・Hot 100の13位、イージーリスニング・チャートの3位を記録し、ビルボードの1972年の年間チャートで72位を記録した。
ニューヨークのセントラル・パークのウォールマン・リンクでは、1967年から1976年にかけて毎年夏に音楽祭「Schaefer Music Festival」が開催されていた。ABCテレビは『Good Vibrations From Central Park』というタイトルで1971年のイベントを放送しているが、同年のイベントでサイモンが「幸福のノクターン」と「アンティシペイション」を披露した映像が残っている。